# Svédország az 1960. évi nyári olimpiai játékokon
Svédország az olaszországi Rómában megrendezett 1960. évi nyári olimpiai játékok egyik részt vevő nemzete volt. Az országot az olimpián 15 sportágban 134 sportoló képviselte, akik összesen 6 érmet szereztek.

## Érmesek
| Érem  | Versenyző                            | Sportág    | Versenyszám               |
| ----- | ------------------------------------ | ---------- | ------------------------- |
| Arany | Gert Fredriksson Sven-Olov Sjödelius | Kajak-kenu | Férfi kajak kettes 1000 m |
| Ezüst | John Ljunggren                       | Atlétika   | Férfi 50 km gyaloglás     |
| Ezüst | Jane Cederqvist                      | Úszás      | Női 400 m gyors           |
| Bronz | Gustaf Freij                         | Birkózás   | Kötöttfogás, 67 kg        |
| Bronz | Hans Antonsson                       | Birkózás   | Szabadfogás, 79 kg        |
| Bronz | Gert Fredriksson                     | Kajak-kenu | Férfi kajak egyes 1000 m  |

## Atlétika
Férfi
| Versenyző                                                          | Versenyszám     | Előfutam | Előfutam | Negyeddöntő      | Negyeddöntő      | Elődöntő | Elődöntő | Döntő         | Döntő         |
| Versenyző                                                          | Versenyszám     | Idő      | Hely.    | Idő              | Hely.            | Idő      | Hely.    | Idő           | Helyezés      |
| ------------------------------------------------------------------ | --------------- | -------- | -------- | ---------------- | ---------------- | -------- | -------- | ------------- | ------------- |
| Lennart Jonsson                                                    | 200 m           | 22,3     | 6.       | kiesett          | kiesett          | kiesett  | kiesett  | kiesett       | kiesett       |
| Alf Petersson                                                      | 400 m           | 48,3     | 1.       | nem állt rajthoz | nem állt rajthoz | kiesett  | kiesett  | kiesett       | kiesett       |
| Per Knuts                                                          | 800 m           | 1:51,2   | 2.       | 1:52,8           | 7.               | kiesett  | kiesett  | kiesett       | kiesett       |
| Dan Waern                                                          | 1500 m          | 3:43,9   | 1.       |                  |                  |          |          | 3:40,0        | 4.            |
| Per-Owe Trollsås                                                   | 400 m gát       | 52,3     | 3.       |                  | kiesett          | kiesett  | kiesett  | kiesett       |               |
| Lage Tedenby                                                       | 3000 m akadály  | 8:52,8   | 5.       |                  |                  |          |          | kiesett       | kiesett       |
| Gunnar Tjörnebo                                                    | 3000 m akadály  | 8:48,6   | 2.       |                  |                  |          |          | 8:58,6        | 5.            |
| Evert Nyberg                                                       | Maraton         |          |          |                  |                  |          |          | 2:42:59,0     | 58.           |
| Arnold Vaide                                                       | Maraton         |          |          |                  |                  |          |          | 2:25:40,2     | 21.           |
| Lennart Back                                                       | 20 km gyaloglás |          |          |                  |                  |          |          | 1:37:17,0     | 6.            |
| Lennart Carlsson                                                   | 20 km gyaloglás |          |          |                  |                  |          |          | 1:40:25,0     | 14.           |
| John Ljunggren                                                     | 20 km gyaloglás |          |          |                  |                  |          |          | 1:37:59,0     | 7.            |
| John Ljunggren                                                     | 50 km gyaloglás |          |          |                  |                  |          |          | 4:25:47,0     |               |
| Åke Söderlund                                                      | 50 km gyaloglás |          |          |                  |                  |          |          | nem ért célba | nem ért célba |
| Erik Söderlund                                                     | 50 km gyaloglás |          |          |                  |                  |          |          | nem ért célba | nem ért célba |
| Hans-Olof Johansson Per-Owe Trollsås Lennart Jonsson Alf Petersson | 4 × 400 m váltó | 3:10,7   | 3.       |                  | 3:10,9           | 6.       | kiesett  | kiesett       |               |

| Versenyző         | Versenyszám   | Selejtező | Selejtező | Döntő    | Döntő    |
| Versenyző         | Versenyszám   | Eredmény  | Helyezés  | Eredmény | Helyezés |
| ----------------- | ------------- | --------- | --------- | -------- | -------- |
| Kjell-Åke Nilsson | Magasugrás    | 200 cm    | =4.       | 203 cm   | =7.      |
| Stig Pettersson   | Magasugrás    | 200 cm    | =2.       | 209 cm   | 5.       |
| Sten Erickson     | Hármasugrás   | 15,76 m   | 7.        | 15,49 m  | 11.      |
| Erik Uddebom      | Súlylökés     | 16,31 m   | 19.       | kiesett  | kiesett  |
| Erik Uddebom      | Diszkoszvetés | 50,87 m   | 27.       | kiesett  | kiesett  |
| Östen Edlund      | Diszkoszvetés | 51,76 m   | 24.       | kiesett  | kiesett  |
| Birger Asplund    | Kalapácsvetés | 57,27 m   | =24.      | kiesett  | kiesett  |
| Knut Fredriksson  | Gerelyhajítás | 75,28 m   | 8.        | 78,33 m  | 6.       |

Női
| Versenyző             | Versenyszám | Előfutam | Előfutam | Elődöntő | Elődöntő | Döntő   | Döntő    |
| Versenyző             | Versenyszám | Idő      | Hely.    | Idő      | Hely.    | Idő     | Helyezés |
| --------------------- | ----------- | -------- | -------- | -------- | -------- | ------- | -------- |
| Ulla-Britt Wieslander | 200 m       | 24,6     | 3.       | kiesett  | kiesett  | kiesett | kiesett  |
| Ulla-Britt Wieslander | 80 m gát    | 11,5     | 4.       | kiesett  | kiesett  | kiesett | kiesett  |

| Versenyző            | Versenyszám   | Selejtező | Selejtező | Döntő    | Döntő    |
| Versenyző            | Versenyszám   | Eredmény  | Helyezés  | Eredmény | Helyezés |
| -------------------- | ------------- | --------- | --------- | -------- | -------- |
| Inga-Britt Lorentzon | Magasugrás    | 165 cm    | =7.       | 165 cm   | =6.      |
| Wivianne Bergh       | Diszkoszvetés | 47,02 m   | 11.       | 43,96 m  | 12.      |
| Ingrid Almqvist      | Gerelyhajítás | 47,67 m   | 14.       | kiesett  | kiesett  |

## Birkózás
Kötöttfogású
| Versenyző          | Versenyszám | 1. forduló                          | 1. forduló | 1. forduló | 2. forduló                        | 2. forduló | 2. forduló | 3. forduló                      | 3. forduló | 3. forduló | 4. forduló                    | 4. forduló | 4. forduló | 5. forduló                 | 5. forduló | 5. forduló | 6. forduló        | 6. forduló | 6. forduló | Döntő             | Döntő   | Döntő   | Helyezés |
| Versenyző          | Versenyszám | Ellenfél Eredmény                   | Pont       | Hely.      | Ellenfél Eredmény                 | Pont       | Hely.      | Ellenfél Eredmény               | Pont       | Hely.      | Ellenfél Eredmény             | Pont       | Hely.      | Ellenfél Eredmény          | Pont       | Hely.      | Ellenfél Eredmény | Pont       | Hely.      | Ellenfél Eredmény | Pont    | Hely.   | Helyezés |
| ------------------ | ----------- | ----------------------------------- | ---------- | ---------- | --------------------------------- | ---------- | ---------- | ------------------------------- | ---------- | ---------- | ----------------------------- | ---------- | ---------- | -------------------------- | ---------- | ---------- | ----------------- | ---------- | ---------- | ----------------- | ------- | ------- | -------- |
| Bengt Frännfors    | 52 kg       | Borivoj Vukov (YUG) · 2-2           | 2          | =8.        | Werner Hartmann (AUT) · kétvállas | 2          | =2.        | Takashi Hirata (JPN) · 3-1      | 5          | =7.        | Ignazio Fabra (ITA) · 2-2     | 7          | 8.         |                            |            |            |                   |            |            | kiesett           | kiesett | kiesett | 8.       |
| Edvin Vesterby     | 57 kg       | Orlando Gonçalves (POR) · 1-3       | 1          | =6.        | Franz Brunner (AUT) · 1-3         | 2          | =6.        | Dinko Petrov (BUL) · 3-1        | 5          | =10.       | Stipan Dora (YUG) · kétvállas | 5          | =5.        | Jiří Švec (TCH) · 2-2      | 7          | =4.        |                   |            |            | kiesett           | kiesett | kiesett | 4.       |
| Leif Freij         | 62 kg       | Masatoshi Takahira (JPN) · 1-3      | 1          | =6.        | Spas Penev (BUL) · 3-1            | 4          | =14.       | Müzahir Sille (TUR) · kétvállas | 8          | 16.        | kiesett                       | kiesett    | kiesett    | kiesett                    | kiesett    | kiesett    | kiesett           | kiesett    | kiesett    | kiesett           | kiesett | kiesett | 16.      |
| Gustaf Freij       | 67 kg       | Hernando Delgado (ESP) · 1-3        | 1          | =3.        | Branislav Martinović (YUG) · 2-2  | 3          | =5.        | Dumitru Gheorghe (ROU) · 2-2    | 5          | =8.        | erőnyerő                      | 5          | =4.        | Karel Matoušek (TCH) · 1-3 | 6          | =3.        |                   |            |            | kiesett           | kiesett | kiesett |          |
| Bertil Nyström     | 73 kg       | Ab Rosbag (NED) · kétvállas         | 0          | =1.        | Al-Sayd Rifa’i (RAU) · 2-2        | 2          | =4.        | Mithat Bayrak (TUR) · 3-1       | 5          | =10.       | Matti Laakso (FIN) · feladta  | 9          | 11.        | kiesett                    | kiesett    | kiesett    | kiesett           | kiesett    | kiesett    | kiesett           | kiesett | kiesett | 11.      |
| Leopold Israelsson | 79 kg       | Nikolay Chuchalov (URS) · kétvállas | 4          | =20.       | Luís Caldas (POR) · kétvállas     | 4          | =12.       | Dimitar Dobrev (BUL) · 3-1      | 7          | =12.       | kiesett                       | kiesett    | kiesett    | kiesett                    | kiesett    | kiesett    | kiesett           | kiesett    | kiesett    | kiesett           | kiesett | kiesett | 12.      |
| Rune Jansson       | 87 kg       | Herbert Albrecht (EUA) · 3-1        | 3          | =10.       | visszalépett                      | 3          | 16.        | kiesett                         | kiesett    | kiesett    | kiesett                       | kiesett    | kiesett    | kiesett                    | kiesett    | kiesett    |                   |            |            | kiesett           | kiesett | kiesett | 16.      |
| Ragnar Svensson    | +87 kg      | Wilfried Dietrich (EUA) · 3-1       | 3          | =7.        | Tan Tarı (TUR) · 2-2              | 5          | 8.         | Ivan Bohdan (URS) · kétvállas   | 9          | 8.         |                               |            |            |                            |            |            |                   |            |            | kiesett           | kiesett | kiesett | 8.       |

Szabadfogású
| Versenyző        | Versenyszám | 1. forduló                      | 1. forduló | 1. forduló | 2. forduló                      | 2. forduló | 2. forduló | 3. forduló                          | 3. forduló | 3. forduló | 4. forduló                         | 4. forduló | 4. forduló | 5. forduló             | 5. forduló | 5. forduló | 6. forduló        | 6. forduló | 6. forduló | Döntő                           | Döntő   | Döntő   | Helyezés |
| Versenyző        | Versenyszám | Ellenfél Eredmény               | Pont       | Hely.      | Ellenfél Eredmény               | Pont       | Hely.      | Ellenfél Eredmény                   | Pont       | Hely.      | Ellenfél Eredmény                  | Pont       | Hely.      | Ellenfél Eredmény      | Pont       | Hely.      | Ellenfél Eredmény | Pont       | Hely.      | Ellenfél Eredmény               | Pont    | Hely.   | Helyezés |
| ---------------- | ----------- | ------------------------------- | ---------- | ---------- | ------------------------------- | ---------- | ---------- | ----------------------------------- | ---------- | ---------- | ---------------------------------- | ---------- | ---------- | ---------------------- | ---------- | ---------- | ----------------- | ---------- | ---------- | ------------------------------- | ------- | ------- | -------- |
| Bengt Frännfors  | 52 kg       | Gray Simons (USA) · kétvállas   | 4          | =12.       | Ali Aliyev (URS) · kétvállas    | 8          | =13.       | kiesett                             | kiesett    | kiesett    | kiesett                            | kiesett    | kiesett    | kiesett                | kiesett    | kiesett    | kiesett           | kiesett    | kiesett    | kiesett                         | kiesett | kiesett | 13.      |
| Edvin Vesterby   | 57 kg       | Terrence McCann (USA) · 3-1     | 3          | =13.       | Fred Kämmerer (EUA) · 3-1       | 6          | 15.        | kiesett                             | kiesett    | kiesett    | kiesett                            | kiesett    | kiesett    | kiesett                | kiesett    | kiesett    |                   |            |            | kiesett                         | kiesett | kiesett | 15.      |
| Åke Carlsson     | 73 kg       | Veikko Rantanen (FIN) · 1-3     | 1          | =7.        | Imam-Ali Habibi (IRI) · 3-1     | 4          | =9.        | Peter Amey (GBR) · kétvállas        | 4          | =5.        | Douglas Blubaugh (USA) · kétvállas | 8          | 8.         | kiesett                | kiesett    | kiesett    |                   |            |            | kiesett                         | kiesett | kiesett | 8.       |
| Hans Antonsson   | 79 kg       | Viljo Punkari (FIN) · kétvállas | 0          | =1.        | Mansour Mahdizadeh (IRI) · 3-1  | 3          | =8.        | Madho Singh (IND) · 1-3             | 4          | =6.        | Fred Thomas (NZL) · kétvállas      | 4          | =2.        |                        |            |            |                   |            |            | Georgij Szhirtladze (URS) · 2-2 | 6       | 3.      |          |
| Viking Palm      | 87 kg       | Dieter Rauchbach (EUA) · 1-3    | 1          | =5.        | Gurics György (HUN) · kétvállas | 1          | =2.        | Antonio Marcucci (ITA) · 1-3        | 2          | =2.        | Sajan Singh (IND) · 1-3            | 3          | 2.         | İsmet Atlı (TUR) · 3-1 | 6          | =3.        |                   |            |            | Anatolij Albul (URS) · 2-2      | 8       | 4.      | 4.       |
| Bertil Antonsson | +87 kg      | Max Widmer (SUI) · kétvállas    | 0          | =1.        | Max Ordman (RAU) · kétvállas    | 0          | =1.        | Szavkuz Dzaraszov (URS) · kétvállas | 4          | =5.        | Wilfried Dietrich (EUA) · 3-1      | 7          | 7.         | kiesett                | kiesett    | kiesett    |                   |            |            | kiesett                         | kiesett | kiesett | 7.       |

## Evezés
| Versenyző | Versenyszám              | Előfutam | Előfutam | Vigaszág         | Vigaszág         | Elődöntő | Elődöntő | Döntő   | Döntő   | Helyezés    |
| Versenyző | Versenyszám              | Idő      | Hely.    | Idő              | Hely.            | Idő      | Hely.    | Idő     | Hely.   | Helyezés    |
| --- | ------------------------ | -------- | -------- | ---------------- | ---------------- | -------- | -------- | ------- | ------- | ----------- |
| Gösta Eriksson Lennart Hansson | Kormányos nélküli kettes | 7:38,08  | 5.       | nem állt rajthoz | nem állt rajthoz | kiesett  | kiesett  | kiesett | kiesett | helyezetlen |
| Gösta Eriksson Lennart Hansson Owe Lostad (kormányos) | Kormányos kettes         | 7:56,06  | 3.       | 7:50,77          | 4.               |          |          | kiesett | kiesett | helyezetlen |
| Rune Andersson Lars-Eric Gustafsson Ulf Gustafsson Kjell Hansson Owe Lostad (kormányos)                                                                           | Kormányos négyes         | 8:25,34  | 5.       | 7:05,90          | 4.               | kiesett  | kiesett  | kiesett | kiesett | helyezetlen |
| Rune Andersson Bengt-Åke Bengtsson Åke Berntsson Lars-Eric Gustafsson Ulf Gustafsson Kjell Hansson Per Hedenberg Ralph Hurtig Sture Baatz* Owe Lostad (kormányos) | Nyolcas                  | 6:29,49  | 4.       | 6:49,56          | 3.               |          |          | kiesett | kiesett | helyezetlen |

* - kormányos cseréje az előfutamban

## Kajak-kenu
Férfi
| Versenyző                                                        | Versenyszám           | Előfutam | Előfutam | Vigaszág | Vigaszág | Elődöntő | Elődöntő | Döntő   | Döntő    |
| Versenyző                                                        | Versenyszám           | Idő      | Hely.    | Idő      | Hely.    | Idő      | Hely.    | Idő     | Helyezés |
| ---------------------------------------------------------------- | --------------------- | -------- | -------- | -------- | -------- | -------- | -------- | ------- | -------- |
| Gert Fredriksson                                                 | Kajak egyes 1000 m    | 4:07,35  | 3.       | erőnyerő | erőnyerő | 4:03,32  | 2.       | 3:55,89 |          |
| Gert Fredriksson Sven-Olov Sjödelius                             | Kajak kettes 1000 m   | 3:46,50  | 3.       | erőnyerő | erőnyerő | 3:47,64  | 2.       | 3:34,73 |          |
| Carl von Gerber Åke Nilsson Gert Fredriksson Sven-Olov Sjödelius | Kajak váltó 4 × 500 m | 7:56,24  | 2.       | erőnyerő | erőnyerő | 7:55,05  | 3.       | kiesett | kiesett  |
| Ove Emanuelsson                                                  | Kenu egyes 1000 m     | 4:36,92  | 2.       | erőnyerő | erőnyerő | 4:44,68  | 1.       | 4:36,46 | 4.       |

Női
| Versenyző                     | Versenyszám       | Előfutam | Előfutam | Vigaszág | Vigaszág | Elődöntő | Elődöntő | Döntő   | Döntő    |
| Versenyző                     | Versenyszám       | Idő      | Hely.    | Idő      | Hely.    | Idő      | Hely.    | Idő     | Helyezés |
| ----------------------------- | ----------------- | -------- | -------- | -------- | -------- | -------- | -------- | ------- | -------- |
| Else-Marie Lindmark-Ljungdahl | Kajak egyes 500 m | 2:13,37  | 3.       | erőnyerő | erőnyerő | 2:13,19  | 2.       | 2:14,17 | 6.       |

## Kerékpározás

### Országúti kerékpározás
| Versenyző                                                      | Versenyszám     | Idő              | Helyezés      |
| -------------------------------------------------------------- | --------------- | ---------------- | ------------- |
| Owe Adamson                                                    | Mezőnyverseny   | 4:31:37 (+11:00) | 73.           |
| Gunnar Göransson                                               | Mezőnyverseny   | 4:20:57 (+0:20)  | 26.           |
| Osvald Johansson                                               | Mezőnyverseny   | 4:21:38 (+1:01)  | 47.           |
| Gösta Pettersson                                               | Mezőnyverseny   | nem ért célba    | nem ért célba |
| Owe Adamson Gunnar Göransson Osvald Johansson Gösta Pettersson | Csapat időfutam | 2:19:36,37       | 5.            |

## Lovaglás
Díjlovaglás
| Versenyző       | Ló       | Versenyszám | Selejtező | Selejtező | Döntő   | Döntő   | Végeredmény | Végeredmény |
| Versenyző       | Ló       | Versenyszám | Pont      | Hely.     | Pont    | Hely.   | Pont        | Helyezés    |
| --------------- | -------- | ----------- | --------- | --------- | ------- | ------- | ----------- | ----------- |
| Henri Saint Cyr | L'Étoile | Egyéni      | 1036,0    | 4.        | 1028,0  | 3.      | 2064,0      | 4.          |
| Yngve Viebke    | Gaspari  | Egyéni      | 975,0     | 9.        | kiesett | kiesett | 975,0       | 9.          |

Díjugratás
| Versenyző                                | Ló               | Versenyszám | 1. forduló    | 1. forduló    | 2. forduló    | 2. forduló    | Összesen    | Összesen    |
| Versenyző                                | Ló               | Versenyszám | Pont          | Hely.         | Pont          | Hely.         | Pont        | Helyezés    |
| ---------------------------------------- | ---------------- | ----------- | ------------- | ------------- | ------------- | ------------- | ----------- | ----------- |
| Per Fresk                                | Kaskad           | Egyéni      | nem ért célba | nem ért célba | kiesett       | kiesett       | helyezetlen | helyezetlen |
| Anders Gernandt                          | Valor            | Egyéni      | 24,00         | =27.          | nem ért célba | nem ért célba | helyezetlen | helyezetlen |
| Dag Nätterqvist                          | Good Luck XX     | Egyéni      | nem ért célba | nem ért célba | kiesett       | kiesett       | helyezetlen | helyezetlen |
| Per Fresk Gustaf de Geer Anders Gernandt | Jabal Ugly Valor | Csapat      | nem ért célba | nem ért célba | kiesett       | kiesett       | helyezetlen | helyezetlen |

Lovastusa
| Versenyző                                                     | Ló                     | Versenyszám | Díjlovaglás | Díjlovaglás | Tereplovaglás | Tereplovaglás | Díjugratás    | Díjugratás    | Végeredmény | Végeredmény |
| Versenyző                                                     | Ló                     | Versenyszám | Bünt.       | Hely.       | Bünt.         | Hely.         | Bünt.         | Hely.         | Bünt.       | Helyezés    |
| ------------------------------------------------------------- | ---------------------- | ----------- | ----------- | ----------- | ------------- | ------------- | ------------- | ------------- | ----------- | ----------- |
| Olle Barkander                                                | Emir                   | Egyéni      | -77,50      | 3.          | nem ért célba | nem ért célba | kiesett       | kiesett       | kiesett     | kiesett     |
| Ragnar Gustafsson                                             | Dan                    | Egyéni      | -118,00     | 24.         | -42,80        | 25.           | nem ért célba | nem ért célba | kiesett     | kiesett     |
| Hans Johansson                                                | Uran                   | Egyéni      | -101,50     | 14.         | nem ért célba | nem ért célba | kiesett       | kiesett       | kiesett     | kiesett     |
| Sune Lindbäck                                                 | Armagnac               | Egyéni      | -84,00      | 6.          | nem ért célba | nem ért célba | kiesett       | kiesett       | kiesett     | kiesett     |
| Olle Barkander Ragnar Gustafsson Hans Johansson Sune Lindbäck | Emir Dan Uran Armagnac | Csapat      | -263,00     | 1.          | nem ért célba | nem ért célba | kiesett       | kiesett       | kiesett     | kiesett     |

## Műugrás
Férfi
| Versenyző        | Versenyszám        | Selejtező | Selejtező | Elődöntő | Elődöntő | Elődöntő | Döntő   | Döntő   | Döntő    |
| Versenyző        | Versenyszám        | Pont      | Helyezés  | Pont     | Össz.    | Helyezés | Pont    | Össz.   | Helyezés |
| ---------------- | ------------------ | --------- | --------- | -------- | -------- | -------- | ------- | ------- | -------- |
| Johnny Hellström | Egyéni műugrás     | 51,91     | 14.       | 39,40    | 91,31    | 13.      | kiesett | kiesett | kiesett  |
| Göran Lundqvist  | Egyéni műugrás     | 52,36     | 13.       | 38,87    | 91,23    | 14.      | kiesett | kiesett | kiesett  |
| Göran Lundqvist  | Egyéni toronyugrás | 52,32     | 8.        | 38,54    | 90,86    | 11.      | kiesett | kiesett | kiesett  |
| Toivo Öhman      | Egyéni toronyugrás | 50,97     | 15.       | 38,53    | 89,50    | 12.      | kiesett | kiesett | kiesett  |

Női
| Versenyző            | Versenyszám        | Selejtező | Selejtező | Döntő | Döntő | Döntő    |
| Versenyző            | Versenyszám        | Pont      | Helyezés  | Pont  | Össz. | Helyezés |
| -------------------- | ------------------ | --------- | --------- | ----- | ----- | -------- |
| Birte Christoffersen | Egyéni toronyugrás | 53,03     | 4.        | 24,40 | 77,43 | 12.      |

## Ökölvívás
| Versenyző         | Versenyszám  | Selejtező         | 32-es főtábla             | Nyolcaddöntő             | Negyeddöntő       | Elődöntő          | Döntő             | Helyezés |
| Versenyző         | Versenyszám  | Ellenfél Eredmény | Ellenfél Eredmény         | Ellenfél Eredmény        | Ellenfél Eredmény | Ellenfél Eredmény | Ellenfél Eredmény | Helyezés |
| ----------------- | ------------ | ----------------- | ------------------------- | ------------------------ | ----------------- | ----------------- | ----------------- | -------- |
| Karl Bergström    | Váltósúly    | erőnyerő          | Joseph Lartey (GHA) · 0-5 | kiesett                  | kiesett           | kiesett           | kiesett           | 17.      |
| Lars-Olof Norling | Félnehézsúly |                   | erőnyerő                  | Tony Madigan (AUS) · 0-5 | kiesett           | kiesett           | kiesett           | 9.       |

## Öttusa
| Versenyző                                   | Versenyszám | Lovaglás | Lovaglás | Lovaglás | Lovaglás | Vívás    | Vívás | Vívás | Lövészet | Lövészet | Lövészet | Úszás  | Úszás | Úszás | Futás   | Futás | Futás | Összesen    | Összesen |
| Versenyző                                   | Versenyszám | Idő      | Bünt.    | Pont     | Hely.    | Eredmény | Pont  | Hely. | Pontszám | Pont     | Hely.    | Idő    | Pont  | Hely. | Idő     | Pont  | Hely. | Összes pont | Helyezés |
| ------------------------------------------- | ----------- | -------- | -------- | -------- | -------- | -------- | ----- | ----- | -------- | -------- | -------- | ------ | ----- | ----- | ------- | ----- | ----- | ----------- | -------- |
| Sture Ericson                               | Egyéni      | 9:01,9   | 60       | 937      | 44.      | 38–19    | 885   | 6.    | 177      | 640      | 44.      | 4:22,0 | 890   | 26.   | 14:22,9 | 1114  | 15.   | 4466        | 21.      |
| Per-Erik Ritzén                             | Egyéni      | 8:21,0   | 0        | 1117     | 12.      | 31–26    | 724   | 24.   | 187      | 840      | 17.      | 4:35,0 | 825   | 38.   | 14:32,9 | 1084  | 19.   | 4590        | 15.      |
| Björn Thofelt                               | Egyéni      | 8:52,9   | 0        | 1024     | 28.      | 34–23    | 793   | 12.   | 189      | 880      | 8.       | 4:26,0 | 870   | 30.   | 16:59,0 | 643   | 54.   | 4210        | 30.      |
| Sture Ericson Per-Erik Ritzén Björn Thofelt | Csapat      |          |          | 3078     | 8.       |          | 2352  | 4.    |          | 2360     | 9.       |        | 2585  | 11.   |         | 2841  | 10.   | 13216       | 6.       |

## Sportlövészet
Férfi
| Versenyző        | Versenyszám                    | Selejtező | Selejtező  | Selejtező  | Döntő   | Döntő    |
| Versenyző        | Versenyszám                    | Csoport   | Pont       | Helyezés   | Pont    | Helyezés |
| ---------------- | ------------------------------ | --------- | ---------- | ---------- | ------- | -------- |
| Stig Berntsson   | Gyorstüzelő pisztoly           |           |            |            | 580     | 11.      |
| Jan Wallén       | Gyorstüzelő pisztoly           |           |            |            | 580     | 10.      |
| Leif Larsson     | Szabadpisztoly                 | B         | 347        | 14.        | 538     | 15.      |
| Torsten Ullman   | Szabadpisztoly                 | A         | 363        | 3.         | 550     | 4.       |
| Walther Fröstell | Sportpuska, összetett          | A         | 554        | 8.         | 1113    | 26.      |
| Anders Kvissberg | Sportpuska, összetett          | B         | 559        | 6.         | 1127    | 16.      |
| Anders Kvissberg | Szabadpuska, összetett (300 m) | A         | 549        | 9.         | 1104    | 14.      |
| Anders Kvissberg | Sportpuska, fekvő              | B         | 382        | 20.        | 584     | 11.      |
| Kurt Johansson   | Sportpuska, fekvő              | A         | 388        | 9.         | 582     | 15.      |
| Kurt Johansson   | Szabadpuska, összetett (300 m) | B         | 559        | 8.         | 1095    | 19.      |
| Rune Andersson   | Trap                           |           | 97         | =1.        | 181     | =12.     |
| Carl Beck-Friis  | Trap                           |           | nincs adat | nincs adat | kiesett | kiesett  |

## Súlyemelés
| Versenyző    | Versenyszám | Nyomás   | Nyomás   | Szakítás | Szakítás | Lökés    | Lökés    | Összesen | Helyezés |
| Versenyző    | Versenyszám | Eredmény | Helyezés | Eredmény | Helyezés | Eredmény | Helyezés | Összesen | Helyezés |
| ------------ | ----------- | -------- | -------- | -------- | -------- | -------- | -------- | -------- | -------- |
| Sven Borrman | 82,5 kg     | 120,0    | =12.     | 115,0    | =15.     | 150,0    | =14.     | 385,0    | 16.      |

## Torna
Férfi
| Versenyző                                                                         | Versenyszám      | Selejtező | Selejtező | Döntő    | Döntő    |
| Versenyző                                                                         | Versenyszám      | Pontszám  | Helyezés  | Pontszám | Helyezés |
| --------------------------------------------------------------------------------- | ---------------- | --------- | --------- | -------- | -------- |
| Jean Cronstedt                                                                    | Talaj            | 17,30     | 95.       | kiesett  | kiesett  |
| Jean Cronstedt                                                                    | Ugrás            | 15,05     | =123.     | kiesett  | kiesett  |
| Jean Cronstedt                                                                    | Korlát           | 16,10     | =107.     | kiesett  | kiesett  |
| Jean Cronstedt                                                                    | Nyújtó           | 17,65     | =84.      | kiesett  | kiesett  |
| Jean Cronstedt                                                                    | Gyűrű            | 17,65     | 87.       | kiesett  | kiesett  |
| Jean Cronstedt                                                                    | Lólengés         | 16,50     | =97.      | kiesett  | kiesett  |
| Jean Cronstedt                                                                    | Egyéni összetett |           |           | 100,25   | 105.     |
| Leif Koorn                                                                        | Talaj            | 17,65     | =81.      | kiesett  | kiesett  |
| Leif Koorn                                                                        | Ugrás            | 17,75     | =69.      | kiesett  | kiesett  |
| Leif Koorn                                                                        | Korlát           | 15,50     | =113.     | kiesett  | kiesett  |
| Leif Koorn                                                                        | Nyújtó           | 16,50     | =104.     | kiesett  | kiesett  |
| Leif Koorn                                                                        | Gyűrű            | 18,85     | 20.       | kiesett  | kiesett  |
| Leif Koorn                                                                        | Lólengés         | 18,05     | =57.      | kiesett  | kiesett  |
| Leif Koorn                                                                        | Egyéni összetett |           |           | 104,30   | 91.      |
| Stig Lindewall                                                                    | Talaj            | 18,25     | =46.      | kiesett  | kiesett  |
| Stig Lindewall                                                                    | Ugrás            | 17,65     | =81.      | kiesett  | kiesett  |
| Stig Lindewall                                                                    | Korlát           | 18,30     | =50.      | kiesett  | kiesett  |
| Stig Lindewall                                                                    | Nyújtó           | 17,80     | 80.       | kiesett  | kiesett  |
| Stig Lindewall                                                                    | Gyűrű            | 18,65     | =34.      | kiesett  | kiesett  |
| Stig Lindewall                                                                    | Lólengés         | 17,80     | =73.      | kiesett  | kiesett  |
| Stig Lindewall                                                                    | Egyéni összetett |           |           | 108,45   | =61.     |
| William Thoresson                                                                 | Talaj            | 18,65     | 21.       | kiesett  | kiesett  |
| William Thoresson                                                                 | Ugrás            | 18,50     | 19.       | kiesett  | kiesett  |
| William Thoresson                                                                 | Korlát           | 16,70     | 104.      | kiesett  | kiesett  |
| William Thoresson                                                                 | Nyújtó           | 15,90     | 109.      | kiesett  | kiesett  |
| William Thoresson                                                                 | Gyűrű            | 16,80     | =107.     | kiesett  | kiesett  |
| William Thoresson                                                                 | Lólengés         | 17,10     | =89.      | kiesett  | kiesett  |
| William Thoresson                                                                 | Egyéni összetett |           |           | 103,65   | 92.      |
| Kurt Wigartz                                                                      | Talaj            | 18,20     | =52.      | kiesett  | kiesett  |
| Kurt Wigartz                                                                      | Ugrás            | 17,70     | =73.      | kiesett  | kiesett  |
| Kurt Wigartz                                                                      | Korlát           | 17,50     | =87.      | kiesett  | kiesett  |
| Kurt Wigartz                                                                      | Nyújtó           | 17,75     | =81.      | kiesett  | kiesett  |
| Kurt Wigartz                                                                      | Gyűrű            | 17,45     | =92.      | kiesett  | kiesett  |
| Kurt Wigartz                                                                      | Lólengés         | 18,45     | =36.      | kiesett  | kiesett  |
| Kurt Wigartz                                                                      | Egyéni összetett |           |           | 107,05   | 73.      |
| Bo Wirhed                                                                         | Talaj            | 17,45     | =89.      | kiesett  | kiesett  |
| Bo Wirhed                                                                         | Ugrás            | 18,45     | =20.      | kiesett  | kiesett  |
| Bo Wirhed                                                                         | Korlát           | 16,45     | 106.      | kiesett  | kiesett  |
| Bo Wirhed                                                                         | Nyújtó           | 17,20     | 98.       | kiesett  | kiesett  |
| Bo Wirhed                                                                         | Gyűrű            | 17,95     | =77.      | kiesett  | kiesett  |
| Bo Wirhed                                                                         | Lólengés         | 18,10     | =54.      | kiesett  | kiesett  |
| Bo Wirhed                                                                         | Egyéni összetett |           |           | 105,60   | 82.      |
| Jean Cronstedt Leif Koorn Stig Lindewall William Thoresson Kurt Wigartz Bo Wirhed | Csapat összetett |           |           | 532,95   | 14.      |

Női
| Versenyző                                                                                 | Versenyszám      | Selejtező | Selejtező | Döntő    | Döntő    |
| Versenyző                                                                                 | Versenyszám      | Pontszám  | Helyezés  | Pontszám | Helyezés |
| ----------------------------------------------------------------------------------------- | ---------------- | --------- | --------- | -------- | -------- |
| Lena Adler                                                                                | Talaj            | 18,066    | =68.      | kiesett  | kiesett  |
| Lena Adler                                                                                | Ugrás            | 18,466    | =13.      | kiesett  | kiesett  |
| Lena Adler                                                                                | Felemás korlát   | 17,099    | =86.      | kiesett  | kiesett  |
| Lena Adler                                                                                | Gerenda          | 17,566    | 54.       | kiesett  | kiesett  |
| Lena Adler                                                                                | Egyéni összetett |           |           | 71,197   | 62.      |
| Solveig Egman-Andersson                                                                   | Talaj            | 17,899    | 77.       | kiesett  | kiesett  |
| Solveig Egman-Andersson                                                                   | Ugrás            | 18,133    | 25.       | kiesett  | kiesett  |
| Solveig Egman-Andersson                                                                   | Felemás korlát   | 17,099    | =86.      | kiesett  | kiesett  |
| Solveig Egman-Andersson                                                                   | Gerenda          | 17,600    | 52.       | kiesett  | kiesett  |
| Solveig Egman-Andersson                                                                   | Egyéni összetett |           |           | 70,731   | 66.      |
| Monica Elfvin                                                                             | Talaj            | 17,700    | 82.       | kiesett  | kiesett  |
| Monica Elfvin                                                                             | Ugrás            | 18,066    | =31.      | kiesett  | kiesett  |
| Monica Elfvin                                                                             | Felemás korlát   | 17,133    | 85.       | kiesett  | kiesett  |
| Monica Elfvin                                                                             | Gerenda          | 17,866    | =45.      | kiesett  | kiesett  |
| Monica Elfvin                                                                             | Egyéni összetett |           |           | 70,765   | 64.      |
| Gerola Lindahl                                                                            | Talaj            | 17,999    | =73.      | kiesett  | kiesett  |
| Gerola Lindahl                                                                            | Ugrás            | 18,099    | =29.      | kiesett  | kiesett  |
| Gerola Lindahl                                                                            | Felemás korlát   | 17,366    | =78.      | kiesett  | kiesett  |
| Gerola Lindahl                                                                            | Gerenda          | 17,783    | 48.       | kiesett  | kiesett  |
| Gerola Lindahl                                                                            | Egyéni összetett |           |           | 71,247   | 61.      |
| Ulla Lindström                                                                            | Talaj            | 18,532    | 40.       | kiesett  | kiesett  |
| Ulla Lindström                                                                            | Ugrás            | 16,632    | 82.       | kiesett  | kiesett  |
| Ulla Lindström                                                                            | Felemás korlát   | 17,000    | 90.       | kiesett  | kiesett  |
| Ulla Lindström                                                                            | Gerenda          | 18,233    | =28.      | kiesett  | kiesett  |
| Ulla Lindström                                                                            | Egyéni összetett |           |           | 70,397   | 68.      |
| Ewa Rydell                                                                                | Talaj            | 18,466    | =42.      | kiesett  | kiesett  |
| Ewa Rydell                                                                                | Ugrás            | 18,433    | =15.      | kiesett  | kiesett  |
| Ewa Rydell                                                                                | Felemás korlát   | 18,066    | =51.      | kiesett  | kiesett  |
| Ewa Rydell                                                                                | Gerenda          | 17,999    | =40.      | kiesett  | kiesett  |
| Ewa Rydell                                                                                | Egyéni összetett |           |           | 72,964   | =29.     |
| Lena Adler Solveig Egman-Andersson Monica Elfvin Gerola Lindahl Ulla Lindström Ewa Rydell | Csapat összetett |           |           | 359,470  | 11.      |

## Úszás
Férfi
| Versenyző                                                                                    | Versenyszám          | Előfutam | Előfutam | Előfutam | Elődöntő | Elődöntő | Elődöntő | Döntő   | Döntő    |
| Versenyző                                                                                    | Versenyszám          | Idő      | Hely.    | Össz.    | Idő      | Hely.    | Össz.    | Idő     | Helyezés |
| -------------------------------------------------------------------------------------------- | -------------------- | -------- | -------- | -------- | -------- | -------- | -------- | ------- | -------- |
| Per-Ola Lindberg                                                                             | 100 m gyors          | 57,1     | 2.       | 12.      | 56,4     | 3.       | 6.       | 57,1    | 8.       |
| Bengt Nordwall                                                                               | 100 m gyors          | 58,5     | 3.       | 27.      | kiesett  | kiesett  | kiesett  | kiesett | kiesett  |
| Per-Olof Ericsson                                                                            | 400 m gyors          | 4:41,2   | 4.       | 22.      |          |          |          | kiesett | kiesett  |
| Sven-Göran Johansson                                                                         | 400 m gyors          | 4:35,6   | 4.       | 14.      |          |          |          | kiesett | kiesett  |
| Lars-Erik Bengtsson                                                                          | 1500 m gyors         | 18:19,7  | 2.       | 11.      |          |          |          | kiesett | kiesett  |
| Bengt-Olov Almstedt                                                                          | 100 m hát            | 1:05,9   | 4.       | 20.**    | kiesett  | kiesett  | kiesett  | kiesett | kiesett  |
| Tommie Lindström                                                                             | 200 m mell           | 2:42,8   | 3.       | 18.      | kiesett  | kiesett  | kiesett  | kiesett | kiesett  |
| Bernt Nilsson                                                                                | 200 m mell           | 2:45,7   | 4.       | 23.      | kiesett  | kiesett  | kiesett  | kiesett | kiesett  |
| Håkan Bengtsson                                                                              | 200 m pillangó       | 2:25,0   | 4.       | 16.*     | kiesett  | kiesett  | kiesett  | kiesett | kiesett  |
| Sven-Göran Johansson Lars-Erik Bengtsson Bengt Nordwall Per-Ola Lindberg Bengt-Olov Almstedt | 4 × 200 m gyorsváltó | 8:30,6   | 4.       | 7.*      |          |          |          | 8:31,0  | 6.       |

| Versenyző       | Versenyszám    | Szétúszás az elődöntőért | Szétúszás az elődöntőért |
| Versenyző       | Versenyszám    | Idő                      | Helyezés                 |
| --------------- | -------------- | ------------------------ | ------------------------ |
| Håkan Bengtsson | 200 m pillangó | 2:25,1                   | 2.                       |

Női
| Versenyző                                                       | Versenyszám          | Előfutam | Előfutam | Előfutam | Elődöntő | Elődöntő | Elődöntő | Döntő   | Döntő    |
| Versenyző                                                       | Versenyszám          | Idő      | Hely.    | Össz.    | Idő      | Hely.    | Össz.    | Idő     | Helyezés |
| --------------------------------------------------------------- | -------------------- | -------- | -------- | -------- | -------- | -------- | -------- | ------- | -------- |
| Inger Thorngren                                                 | 100 m gyors          | 1:06,1   | 3.       | 15.      | 1:05,6   | 7.       | 13.*     | kiesett | kiesett  |
| Karin Larsson                                                   | 100 m gyors          | 1:06,3   | 4.       | 16.      | 1:06,5   | 8.       | 16.      | kiesett | kiesett  |
| Karin Larsson                                                   | 100 m pillangó       | 1:15,0   | 4.       | 14.      |          |          |          | kiesett | kiesett  |
| Kristina Larsson                                                | 100 m pillangó       | 1:13,0   | 3.       | 8.       |          |          |          | 1:13,6  | 7.       |
| Jane Cederqvist                                                 | 400 m gyors          | 4:55,6   | 1.       | 2.       |          |          |          | 4:53,9  |          |
| Bibbi Segerström                                                | 400 m gyors          | 4:57,6   | 3.       | 5.*      |          |          |          | 5:02,4  | 8.       |
| Barbro Eriksson                                                 | 200 m mell           | 2:59,8   | 3.       | 14.      |          |          |          | kiesett | kiesett  |
| Inger Thorngren Karin Larsson Kristina Larsson Bibbi Segerström | 4 × 100 m gyorsváltó | 4:27,3   | 3.       | 6.       |          |          |          | 4:25,1  | 6.       |

* - egy másik versenyzővel/váltóval azonos időt ért el

** - két másik versenyzővel azonos időt ért el

## Vitorlázás
Nyílt
| Versenyző                                  | Versenyszám     | Futam | Futam | Futam | Futam | Futam | Futam | Futam | Pontszám | Helyezés |
| Versenyző                                  | Versenyszám     | 1     | 2     | 3     | 4     | 5     | 6     | 7     | Pontszám | Helyezés |
| ------------------------------------------ | --------------- | ----- | ----- | ----- | ----- | ----- | ----- | ----- | -------- | -------- |
| Göran Andersson                            | Finn dingi      | (101) | 168   | 303   | 283   | 168   | 230   | 566   | 1718     | 28.      |
| Sune Carlsson Per-Olof Karlsson            | Csillaghajó     | 613   | 613   | (437) | 475   | 516   | 562   | 437   | 3216     | 10.      |
| Christian Vinge Bengt Waller               | Repülő hollandi | 314   | 231   | (177) | 270   | 337   | 231   | 194   | 1577     | 24.      |
| Bengt Sjösten Claes Turitz Göran Witting   | 5,5 méteres     | 602   | 602   | 535   | 477   | (338) | 1380  | 681   | 4277     | 5.       |
| Göran Crafoord Sten Elliot Bengt Palmquist | Sárkányhajó     | 453   | 453   | 254   | 356   | (231) | 231   | 356   | 2103     | 20.      |

## Vívás
Férfi
| Versenyző | Versenyszám       | Csoportkör | Csoportkör       | Csoportkör | Csoportkör | Csoportkör | Csoportkör  | Csoportkör | Csoportkör       | Csoportkör        | Csoportkör | Helyezés    |
| Versenyző | Versenyszám       | 1. kör | 1. kör           | 2. kör | 2. kör     | Negyeddöntő | Negyeddöntő | Elődöntő | Elődöntő         | Döntő             | Döntő      | Helyezés    |
| Versenyző | Versenyszám       | Ellenfél Eredmény | Hely.            | Ellenfél Eredmény | Hely.      | Ellenfél Eredmény | Hely.       | Ellenfél Eredmény | Hely.            | Ellenfél Eredmény | Hely.      | Helyezés    |
| --- | ----------------- | --- | ---------------- | --- | ---------- | --- | ----------- | --- | ---------------- | ----------------- | ---------- | ----------- |
| Göran Abrahamsson                                                                                            | Tőr, egyéni       | 4. csoport · Gilbert Orengo (MON) · 5-2 · Janusz Różycki (POL) · 2-5 · Kamuti Jenő (HUN) · 2-5 · Eugene Glazer (USA) · 3-5 · Luis García (VEN) · 3-5 · Jesús Díez (ESP) · 3-5                                                                           | 7.               | kiesett | kiesett    | kiesett | kiesett     | kiesett | kiesett          | kiesett           | kiesett    | helyezetlen |
| Orvar Lindwall                                                                                               | Tőr, egyéni       | 8. csoport · Charles El-Gressy (MAR) · 5-2 · Trần Văn Xuan (VIE) · 5-4 · Kamuti László (HUN) · 1-5 · Brian McCowage (AUS) · 0-5 · Ókava Heizaburó (JPN) · 4-5 · Jean Link (LUX) · nem vívtak                                                            | 5.               | kiesett | kiesett    | kiesett | kiesett     | kiesett | kiesett          | kiesett           | kiesett    | helyezetlen |
| Hans Lagerwall                                                                                               | Tőr, egyéni       | 6. csoport · Joaquín Moya (ESP) · 5-3 · William Fajardo (MEX) · 5-0 · Raoul Barouch (TUN) · 5-2 · Bill Hoskyns (GBR) · 1-5 · Fülöp Mihály (HUN) · 1-5 · Henri Bini (MON) · nem vívtak                                                                   | 4.               | kiesett | kiesett    | kiesett | kiesett     | kiesett | kiesett          | kiesett           | kiesett    | helyezetlen |
| Hans Lagerwall                                                                                               | Párbajtőr, egyéni | 2. csoport · Trần Văn Xuan (VIE) · 5-1 · Sákovics József (HUN) · 4-5 · Roger Achten (BEL) · 4-5 · José Ferreira (POR) · 4-5 · Kaj Czarnecki (FIN) · 4-5                                                                                                 | 5.               | kiesett | kiesett    | kiesett | kiesett     | kiesett | kiesett          | kiesett           | kiesett    | helyezetlen |
| Göran Abrahamsson                                                                                            | Párbajtőr, egyéni | 12. csoport · Antonio Almada (MEX) · 5-4 · René Van Den Driessche (BEL) · 5-2 · Thomas Kearney (IRL) · 5-3 · Armand Mouyal (FRA) · 2-5 · Gábor Tamás (HUN) · 4-5 · Keith Hackshall (AUS) · 4-5 · Rájátszás: · Antonio Almada (MEX) · 5-3                | 3.               | 3. csoport · Dieter Fänger (EUA) · 5-3 · Tabucsi Kazuhiko (JPN) · 5-3 · François Dehez (BEL) · 5-1 · Giuseppe Delfino (ITA) · 2-5 · Guram Kosztava (URS) · nem vívtak | 2.         | 1. csoport · Allan Jay (GBR) · 5-1 · Giovanni Battista Breda (ITA) · 4-5 · Bruno Habārovs (URS) · 3-5 · Janusz Kurczab (POL) · 4-5 · Gábor Tamás (HUN) · 2-5 | 6.          | kiesett | kiesett          | kiesett           | kiesett    | helyezetlen |
| Berndt-Otto Rehbinder                                                                                        | Párbajtőr, egyéni | 7. csoport · Dieter Fänger (EUA) · 5-4 · Ali Annabi (TUN) · 5-0 · Gilbert Orengo (MON) · 5-0 · Jaime Duque (COL) · 5-2 · Allan Jay (GBR) · 5-6 · Abelardo Menéndez (CUB) · 1-5 · Rájátszás: · Ali Annabi (TUN) · 5-3 · Dieter Fänger (EUA) · nem vívtak | 3. Rájátszás: 2. | 4. csoport · Arnold Csarnusevics (URS) · 5-4 · Gábor Tamás (HUN) · 5-3 · Yves Dreyfus (FRA) · 5-2 · Rolf Wiik (FIN) · 5-4 · José Fernandes (POR) · nem vívtak         | 1.         | 3. csoport · Paul Gnaier (EUA) · 5-1 · Wiesław Glos (POL) · 6-5 · Jacques Guittet (FRA) · 5-4 · Giuseppe Delfino (ITA) · 4-5 · Kausz István (HUN) · 3-5      | 3.          | 2. csoport · Yves Dreyfus (FRA) · 6-5 · Giovanni Battista Breda (ITA) · 5-2 · Sákovics József (HUN) · 3-5 · Giuseppe Delfino (ITA) · 5-6 · Guram Kosztava (URS) · 3-5 · Rájátszás: · Giovanni Battista Breda (ITA) · 5-4 · Guram Kosztava (URS) · 2-5 | 6. Rájátszás: 3. | kiesett           | kiesett    | helyezetlen |
| Göran Abrahamsson Carl-Wilhelm Engdahl Hans Lagerwall Orvar Lindwall Ulf Ling-Vannérus Berndt-Otto Rehbinder | Párbajtőr, csapat | 6. csoport · Egyesült Német Csapat (EUA) · 7-9 · Ausztrália (AUS) · 11-5 | 2.               | Belgium (BEL) · 9-4 |            | Olaszország (ITA) · 3-9 |             | kiesett |                  | kiesett           |            | =5.         |

Női
| Versenyző           | Versenyszám | Csoportkör | Csoportkör | Csoportkör | Csoportkör  | Csoportkör        | Csoportkör | Csoportkör        | Csoportkör | Helyezés    |
| Versenyző           | Versenyszám | 1. kör | 1. kör     | Negyeddöntő | Negyeddöntő | Elődöntő          | Elődöntő   | Döntő             | Döntő      | Helyezés    |
| Versenyző           | Versenyszám | Ellenfél Eredmény | Hely.      | Ellenfél Eredmény | Hely.       | Ellenfél Eredmény | Hely.      | Ellenfél Eredmény | Hely.      | Helyezés    |
| ------------------- | ----------- | --- | ---------- | --- | ----------- | ----------------- | ---------- | ----------------- | ---------- | ----------- |
| Christina Lagerwall | Tőr, egyéni | 3. csoport · Rosemarie Scherberger (EUA) · 4-1 · Claude Wallet (BEL) · 4-3 · Norma Santini (VEN) · 4-3 · Johanna Winter (AUS) · 4-0 · Traudl Ebert (AUT) · 2-4 · Bruna Colombetti (ITA) · 1-4 | 3.         | 4. csoport · Traudl Ebert (AUT) · 4-2 · Alekszandra Zabelina (URS) · 4-3 · Nyári Magda (HUN) · 1-4 · Heidi Schmid (EUA) · 0-4 · Irene Camber (ITA) · 0-4 · Régine Veronnet (FRA) · 1-4 | 7.          | kiesett           | kiesett    | kiesett           | kiesett    | helyezetlen |